# Editio authentica
Editio autenthica (łac. „wydanie oryginalne”) – wydanie autentyczne, czyli zawierające tekst autentyczny dzieła, który przygotowano do druku za zgodą autora i przy jego współudziale. Jest to zatem wersja tekstu uznana przez autora za zgodną z manuskryptem (może to też dotyczyć jego strony graficznej) i  zatwierdzona przez niego do publikacji.